# Ursa vittigera
Ursa vittigera är en spindelart som beskrevs av Simon 1895. Ursa vittigera ingår i släktet Ursa och familjen hjulspindlar.
Artens utbredningsområde är Sri Lanka. Inga underarter finns listade i Catalogue of Life.